# Прудники (Мядельський район, Мядзельська сільська рада)
Прудники (біл. вёска Пруднікі) — село в складі Мядельського району Мінської області, Білорусь. Село підпорядковане Мядзельській сільській раді, розташоване в північній частині області.